# Bandera de Peñamellera Baja
La bandera de Peñamellera Baja (Asturias) es rectangular, de un largo equivalente a 3/2 el ancho. Es blanca, con 9 cruces amarillas, representativas de las 9 parroquias del municipio, sobre una cruz de San Andrés azul. Al asta, una concha de vieira roja, representativa del Camino de Santiago.
- Datos: Q5718706